# Giovanna Melandri
Giovanna Melandri, née le 28 janvier 1962 à New York, est une femme politique italienne.

## Biographie
Giovanna Melandri est la sœur de la romancière et scénariste Francesca Melandri. Elle est diplômée cum laude en économie et commerce de l'université de Rome « La Sapienza ».
De 1983 à 1987 elle est coordinatrice du groupe de travail sur la politique industrielle et technologique du groupe Montedison.
En 1991 elle entre au secrétariat national du Parti démocratique de la Gauche. Elle est députée au Parlement italien depuis 1994.
Entre 1998 et 2001 elle est ministre de la Culture dans les gouvernements dirigés par Massimo D'Alema et Giuliano Amato.
Le 17 mai 2006 elle est nommée ministre de la jeunesse et du sport dans le deuxième gouvernement de Romano Prodi.
Responsable du bureau international de l'association écologiste Legambiente entre 1988 et 1994, elle en coordonnr le comité scientifique.
En 1992, elle participe à la délégation italienne à la Conférence des Nations Unies sur l'environnement et le développement à Rio de Janeiro, où elle participe à la préparation des conventions mondiales sur le climat et la biodiversité.
Depuis 1995 elle est présidente de « Madre Provetta », une association engagée dans le contrôle des applications des techniques de procréation médicalement assistée.
En outre elle est parmi les promoteurs de l’Association « Emily en Italie » fondée en avril 1998 par une cinquantaine de femmes engagées dans les professions libérales, l'économie et la politique afin de renforcer l'engagement politique des femmes.
Elle est la directrice du MAXXI, à Rome.

### Distinctions
- 2003 : Officier de la Légion d'honneur

## Publications
- 2006 : Cultura Paesaggio Turismo. Politiche per un New Deal della bellezza italiana, Germese Editore.

- 1989 - 1994 : directrice de Ambiente Italia, rapport annuel sur l'état de l'environnement en Italie.

- 1989 - 1993 directrice d'une série d'ouvrages consacrés à l'écologie des éditions Franco Angeli.

- 1986 - 1991 direction de l'édition italienne du World Watch Magazine, publication bimestrielle du  World Watch Institute.

- 1986 - 1991 membre de l' editorial board de Tomorrow